# Sachnowszczyna
Sachnowszczyna (ukr. Сахнóвщина) – osiedle typu miejskiego na Ukrainie, w obwodzie charkowskim, siedziba władz rejonu sachnowszczyńskiego.
W miejscowości znajduje się stacja kolejowa.

## Historia
Założone pod koniec XIX wieku w Guberni połtawskiej. W 1930 roku zaczęto wydawać gazetę. Status osiedla typu miejskiego posiada od 1938. 

## Demografia
| Data   | 1967 | 1989 | 2013 | 2017 | 2018 | 2019 |
| ------ | ---- | ---- | ---- | ---- | ---- | ---- |
| Liczba | 9300 | 9945 | 7571 | 7307 | 7021 | 7176 |